# Lupinus kuschei
Lupinus kuschei är en ärtväxtart som beskrevs av Alice Eastwood. Lupinus kuschei ingår i släktet lupiner, och familjen ärtväxter. Inga underarter finns listade i Catalogue of Life.